# Lijst van hoogste gebouwen van Brazilië

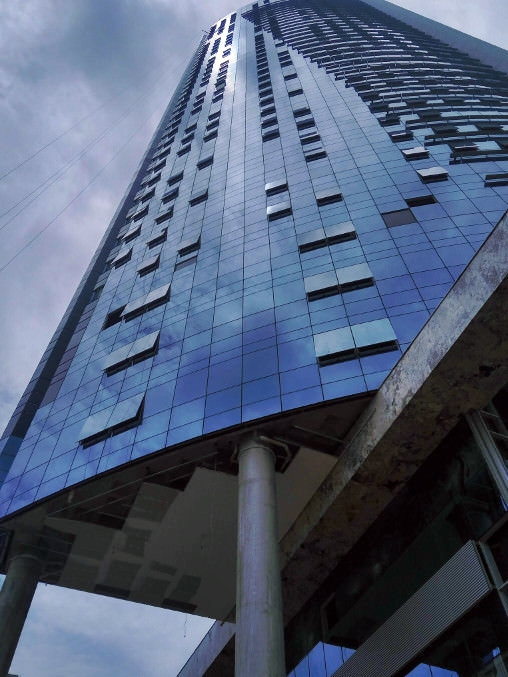
1. Orion Complex

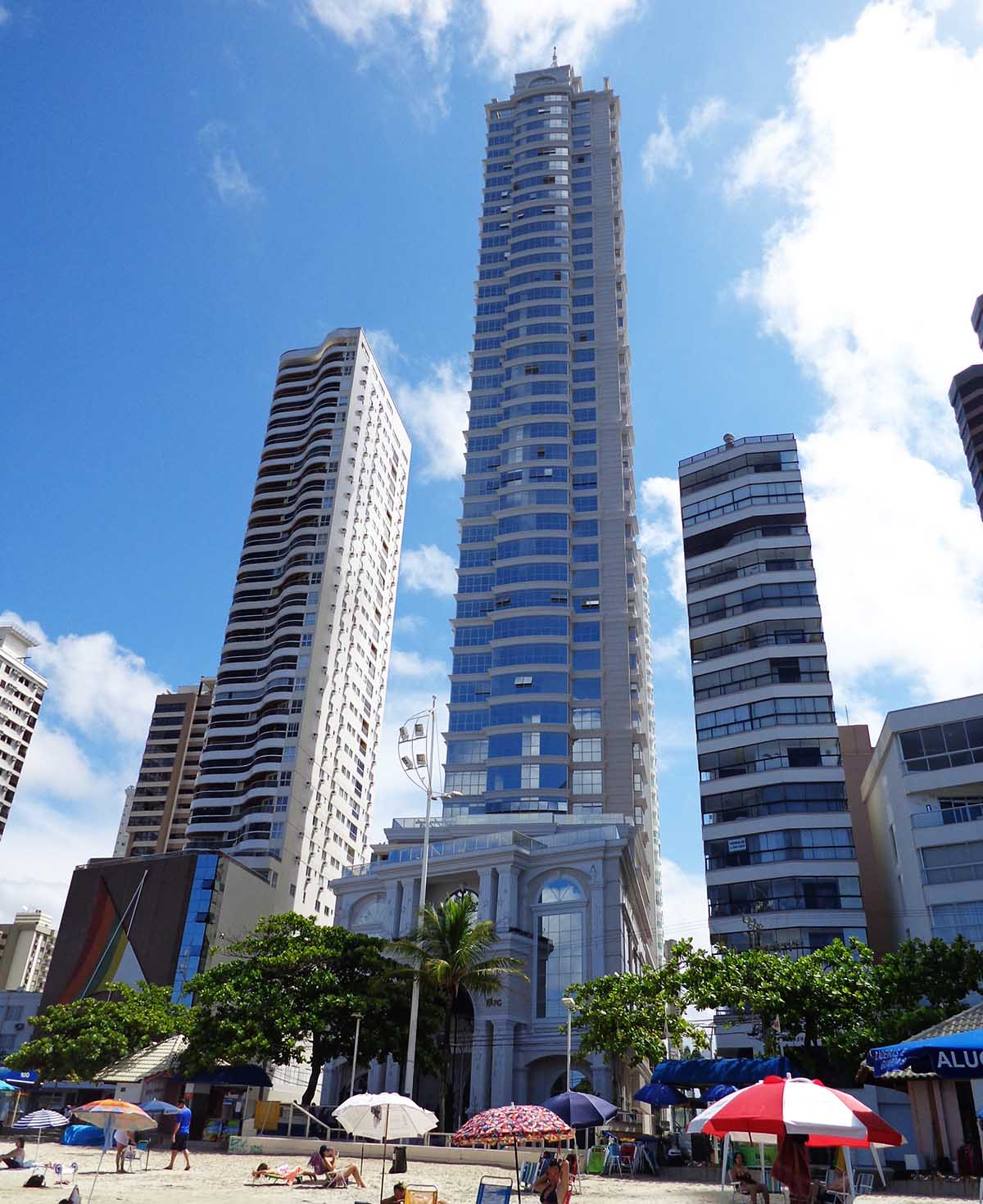
2. Millennium Palace

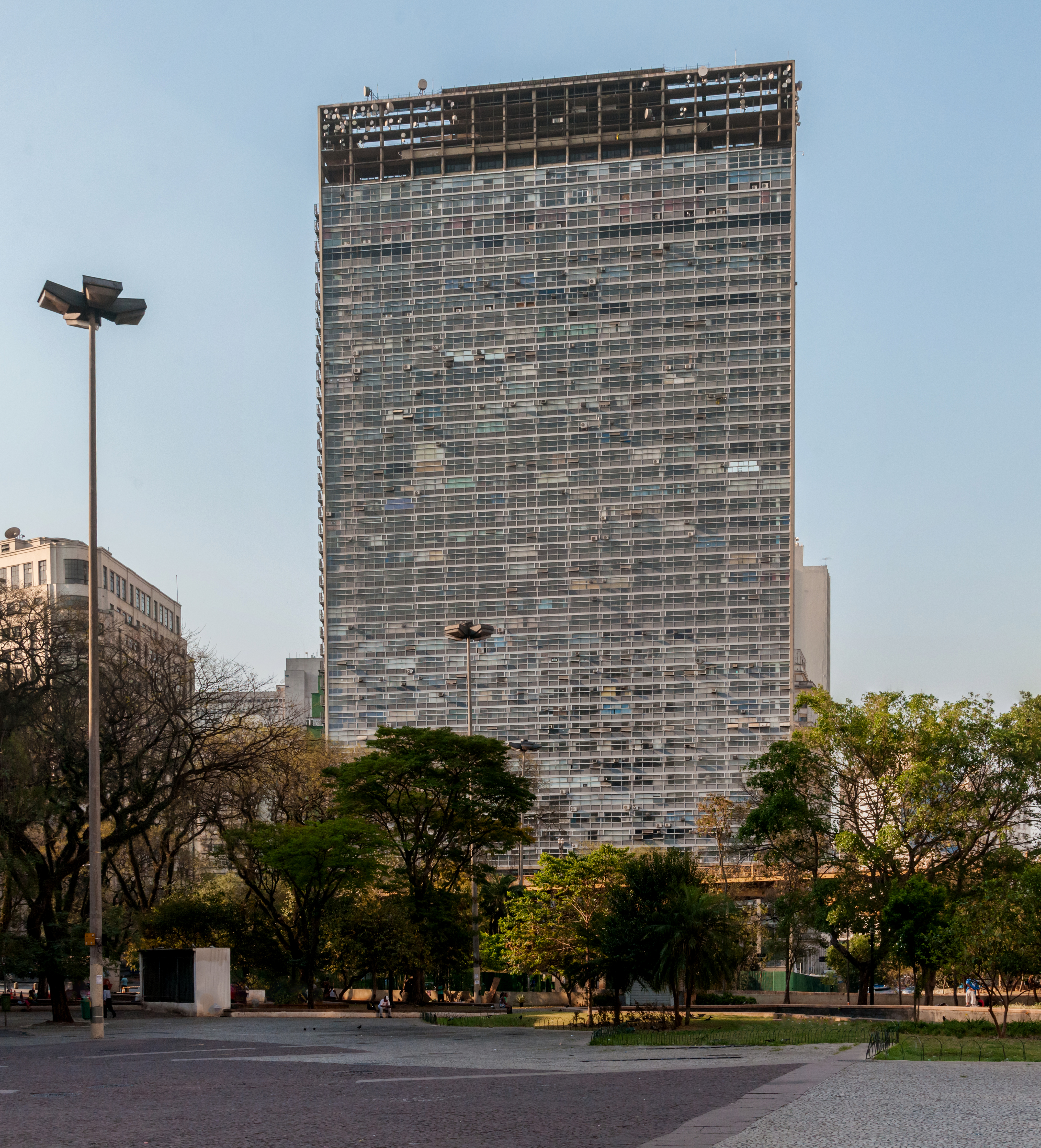
4. Mirante do Vale

Op deze lijst zijn de hoogste gebouwen van Brazilië weergegeven.

## Hoogste gebouwen
| Plaats | Gebouw                                         | Stad               | Staat          | Hoogte | Verdiepingen | Jaargang |
| ------ | ---------------------------------------------- | ------------------ | -------------- | ------ | ------------ | -------- |
| 1      | Orion Complex                                  | Goiânia            | Goiás          | 191 m  | 50           | 2018     |
| 2      | Millennium Palace                              | Balneário Camboriú | Santa Catarina | 177 m  | 46           | 2014     |
| 3      | Alameda Jardins Residence                      | Balneário Camboriú | Santa Catarina | 174 m  | 45           | 2016     |
| 4      | Mirante do Vale                                | São Paulo          | São Paulo      | 170 m  | 51           | 1960     |
| 5      | Edifício Itália                                | São Paulo          | São Paulo      | 165 m  | 46           | 1965     |
| 6      | Império das Ondas                              | Balneário Camboriú | Santa Catarina | 165 m  | 51           | 2016     |
| 7      | Villa Serena Torre A                           | Balneário Camboriú | Santa Catarina | 164 m  | 49           | 2012     |
| 7      | Villa Serena Torre B                           | Balneário Camboriú | Santa Catarina | 164 m  | 49           | 2012     |
| 9      | Rio Sul Center                                 | Rio de Janeiro     | Rio de Janeiro | 163 m  | 48           | 1982     |
| 10     | Edifício Altino Arantes                        | São Paulo          | São Paulo      | 161 m  | 40           | 1947     |
| 11     | Vision Tower                                   | Balneário Camboriú | Santa Catarina | 160 m  | 38           | 2017     |
| 12     | Centro Empresarial Nações Unidas - Torre Norte | São Paulo          | São Paulo      | 158 m  | 38           | 1999     |
| 13     | Begônias Parque Cidade Jardim                  | São Paulo          | São Paulo      | 158 m  | 41           | 2008     |
| 13     | Jabuticabeiras Parque Cidade Jardim            | São Paulo          | São Paulo      | 158 m  | 41           | 2008     |
| 13     | Magnólias Parque Cidade Jardim                 | São Paulo          | São Paulo      | 158 m  | 41           | 2008     |
| 13     | Resedá Parque Cidade Jardim                    | São Paulo          | São Paulo      | 158 m  | 41           | 2008     |
| 17     | Brascan Century Plaza                          | Barueri            | São Paulo      | 154 m  | 38           | 2012     |
| 18     | Residencial Alfredo Volpi                      | João Pessoa        | Paraíba        | 153 m  | 47           | 2016     |
| 19     | Universe Life Square                           | Curitiba           | Paraná         | 152 m  | 44           | 2014     |
| 20     | Ocean Palace                                   | Balneário Camboriú | Santa Catarina | 152 m  | 42           | 2012     |
| 21     | Evolution Corporate                            | Barueri            | São Paulo      | 150 m  | 36           | 2012     |
| 22     | Ibiza Tower B                                  | Balneário Camboriú | Santa Catarina | 150 m  | 43           | 2015     |
| 23     | Birmann 21                                     | São Paulo          | São Paulo      | 149 m  | 27           | 1997     |
| 24     | Premier Vision                                 | Goiânia            | Goiás          | 148 m  | 44           | 2013     |
| 25     | E-Tower                                        | São Paulo          | São Paulo      | 148 m  | 42           | 2005     |
| 26     | Maison Heritage                                | Londrina           | Paraná         | 146 m  | 39           | 2014     |
| 27     | SB Tower                                       | Cuiabá             | Mato Grosso    | 146 m  | 35           | 2016     |
| 28     | Eco Berrini                                    | São Paulo          | São Paulo      | 146 m  | 35           | 2012     |
| 29     | 105 Lélio Gama St.                             | Rio de Janeiro     | Rio de Janeiro | 145 m  | 40           | 1947     |
| 30     | Praia do Sol                                   | Balneário Camboriú | Santa Catarina | 145 m  | 38           | 2002     |
| 31     | Sede do BankBoston                             | São Paulo          | São Paulo      | 145 m  | 35           | 2002     |
| 32     | Edifício do Banco do Brasil                    | São Paulo          | São Paulo      | 143 m  | 24           | 1955     |
|        | Kathedraal van Maringá                         | Maringá            | Paraná         | 124 m  |              | 1972     |